# Carrigaline
Carrigaline (en Irlandais : Carraig Uí Leighin) est une petite ville autour d'une unique rue centrale du comté de Cork en république d'Irlande située à quelques kilomètres au sud de la ville de Cork.
Alors que jusqu'au milieu du XXe siècle, l'agglomération avait plutôt un caractère de village avec environ 400 habitants, sa population s'est accrue principalement à la fin des années 1970 profitant du développement de sa grande voisine Cork. La ville compte aujourd'hui plus de 18 000 habitants. Sa petite taille fait qu'elle se trouve sous l'autorité administrative de Cork.

## Histoire
Près du village actuel, le normand Philip de Prendergast fit construire le château de Beauvoir, qui n'existe plus aujourd'hui. Ses descendants, les Cogan, firent construire un peu plus tard, en 1171, le château de Carrigaline, dont il ne reste aujourd'hui que quelques vestiges. Le château moderne de Ballea, situé un peu à l'ouest de Carrigaline, a été conservé.
La première église répertoriée à Carrigaline était Cill na gClearach, l'église des Clercs. Les moines qui la fondèrent au VIIe siècle étaient très probablement associés à l'oratoire de saint Finbarr à Cork. L'abbaye cistercienne de Tracton exista entre 1225 et 1542 à environ 7 km au sud de Carrigaline. La chapelle Saint-Jean-Baptiste sur Church Hill, construite en 1796, était le lieu de culte local pour les habitants de Carrigaline jusqu'à l'ouverture de l'église Notre-Dame-et-Saint-Jean en 1957. L'église mariale de l'Église d'Irlande a été construite en 1824.

## Économie
La ville possédait la célèbre poterie Carrigaline, située dans la rue principale, qui a été fermée en 1979, mais a ensuite été rouverte et exploitée en tant que coopérative pendant de nombreuses années. Fait inhabituel pour un village irlandais de sa taille, il possédait un petit cinéma, détenu et géré par la famille Cogan. Ni la poterie ni le cinéma n'existent aujourd'hui. Le journal Carrigdhoun Weekly est publié dans Carrigaline.
La ville a quatre banques et une caisse populaire. Il y a un supermarché Supervalu établi de longue date, ainsi que des magasins Dunnes et Lidl. Le Carrigaline Court Hotel est un établissement 4 étoiles situé en face de l'église catholique romaine Notre-Dame et Saint-Jean. Main Street propose une sélection de pubs et de restaurants, ainsi que de nombreux magasins. Un supermarché Dairygold Co-op est situé sur Kilmoney Road.

## La démographie
Au recensement de 2022, Carrigaline comptait 18 239 habitants. En 2016, parmi la population, 83 % étaient des Irlandais blancs, moins de 1 % des Irish Travellers blancs, 11 % d'autres ethnies blanches, 2 % de Noirs, 1 % d'Asiatiques, 1 % d'autres et moins de 1 % de personnes n'ayant pas déclaré leur appartenance ethnique. En termes de religion, la ville se composait de 81 % de catholiques, de 8 % d'autres religions, de 11 % de personnes sans religion et à moins de 1 % sans déclaration.

## Sport
Les organisations sportives locales comprennent les clubs de football (football) Avondale United FC et Carrigaline United AFC, le club gaélique d'athlétisme Carrigaline GAA, le club de rugby Carrigaline RFC et d'autres clubs de tennis, de badminton, de basket-ball, de golf et d'arts martiaux.

## Jumelage
- Guidel (Morbihan), depuis 1986[2]
- Kirchseeon (district de Haute-Bavière), depuis 2015[3]

## Galerie

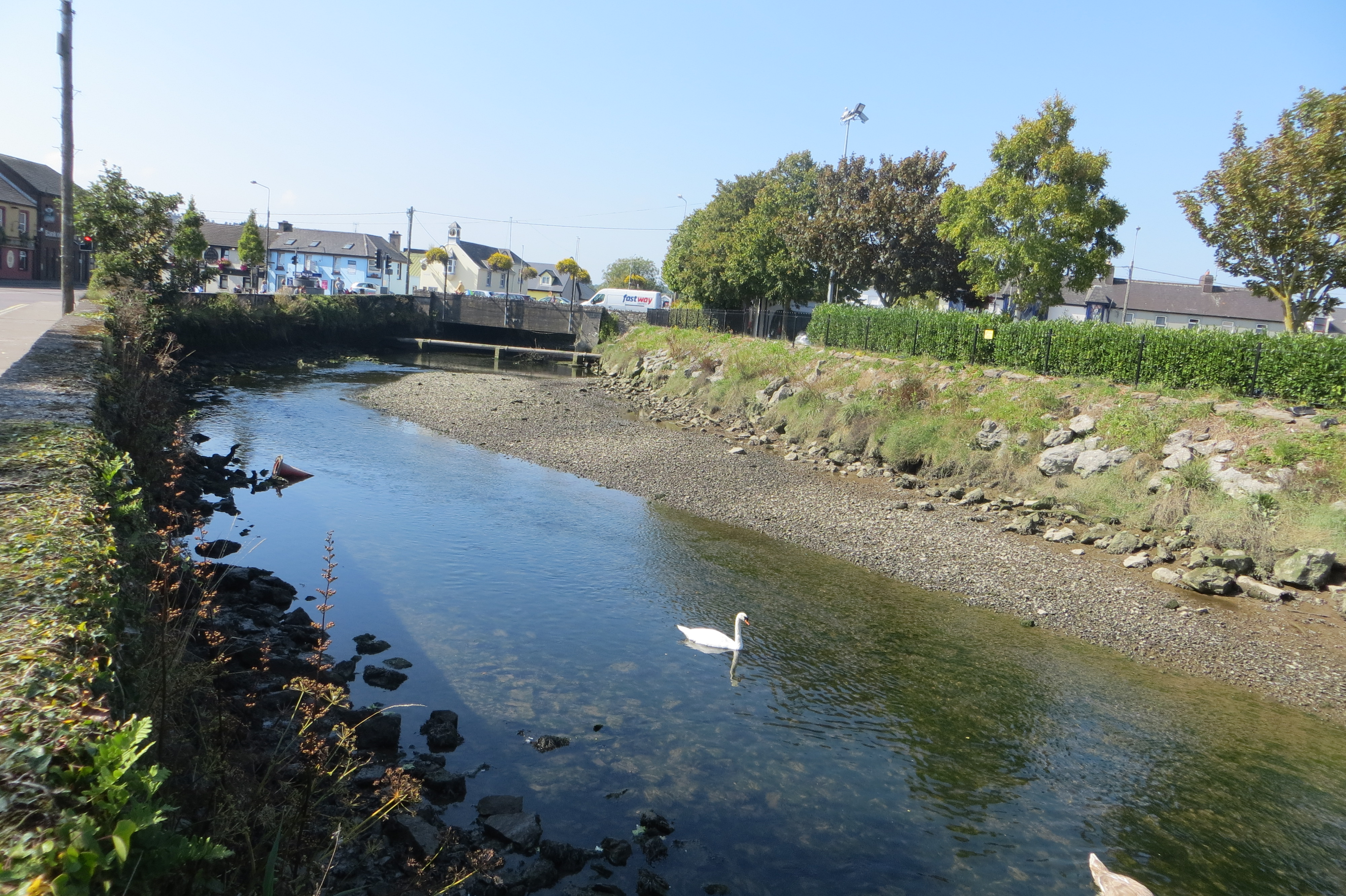
La rivière Owenabue
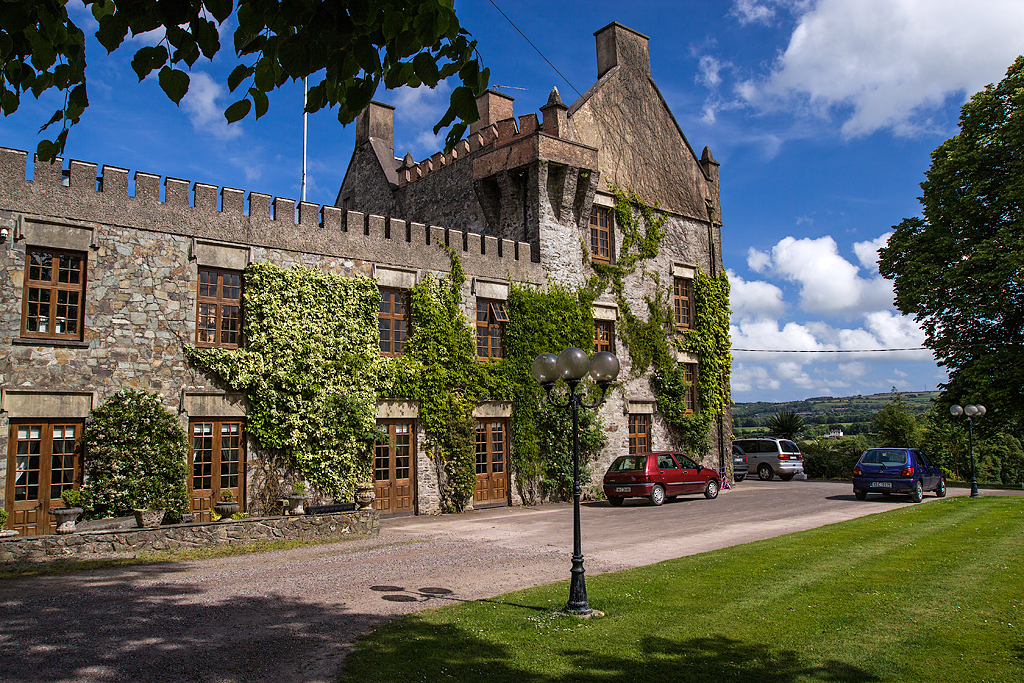
Le château de Ballea (XVIIe siècle).
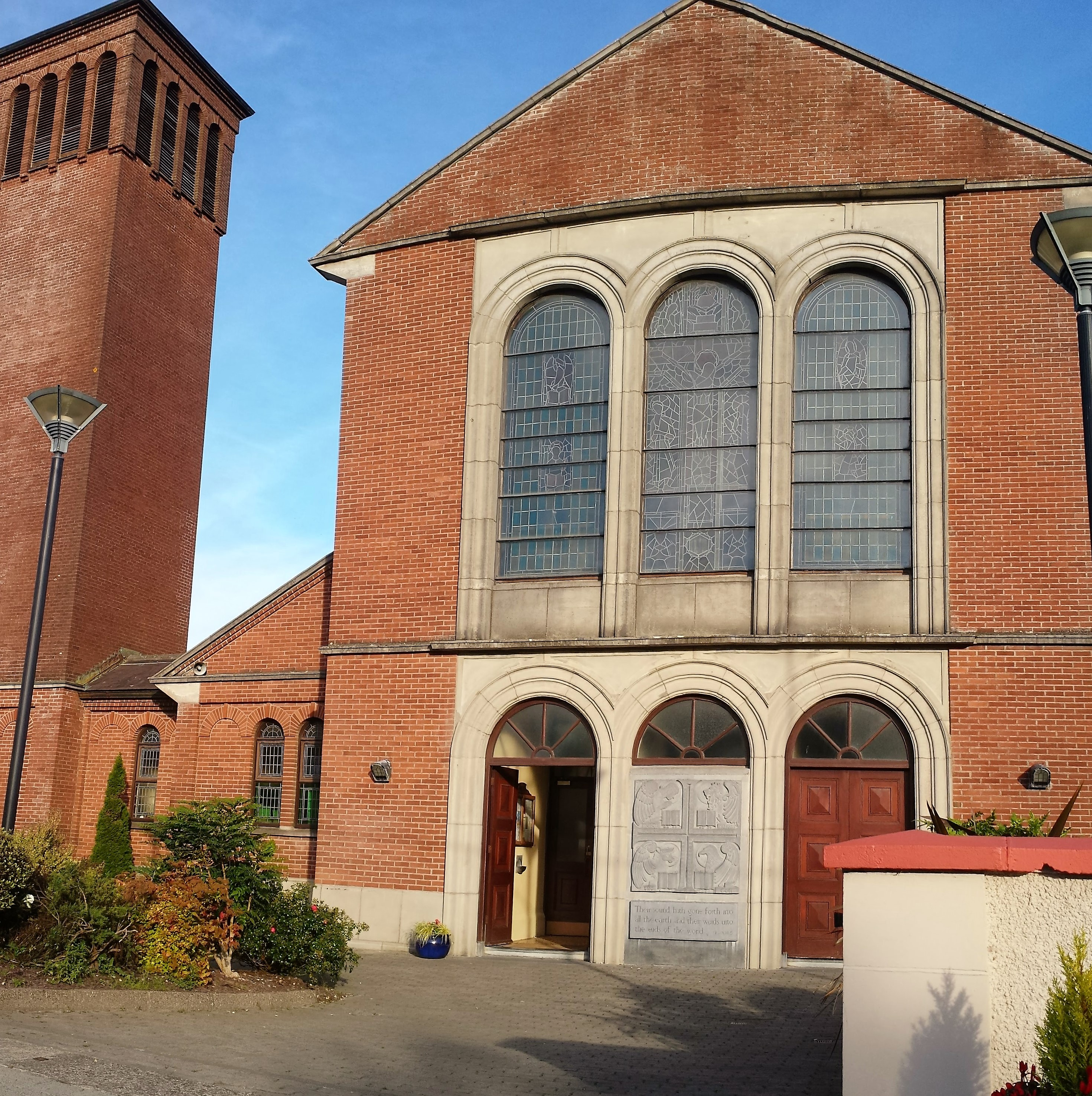
L'église catholique Notre-Dame-et-Saint-Jean.
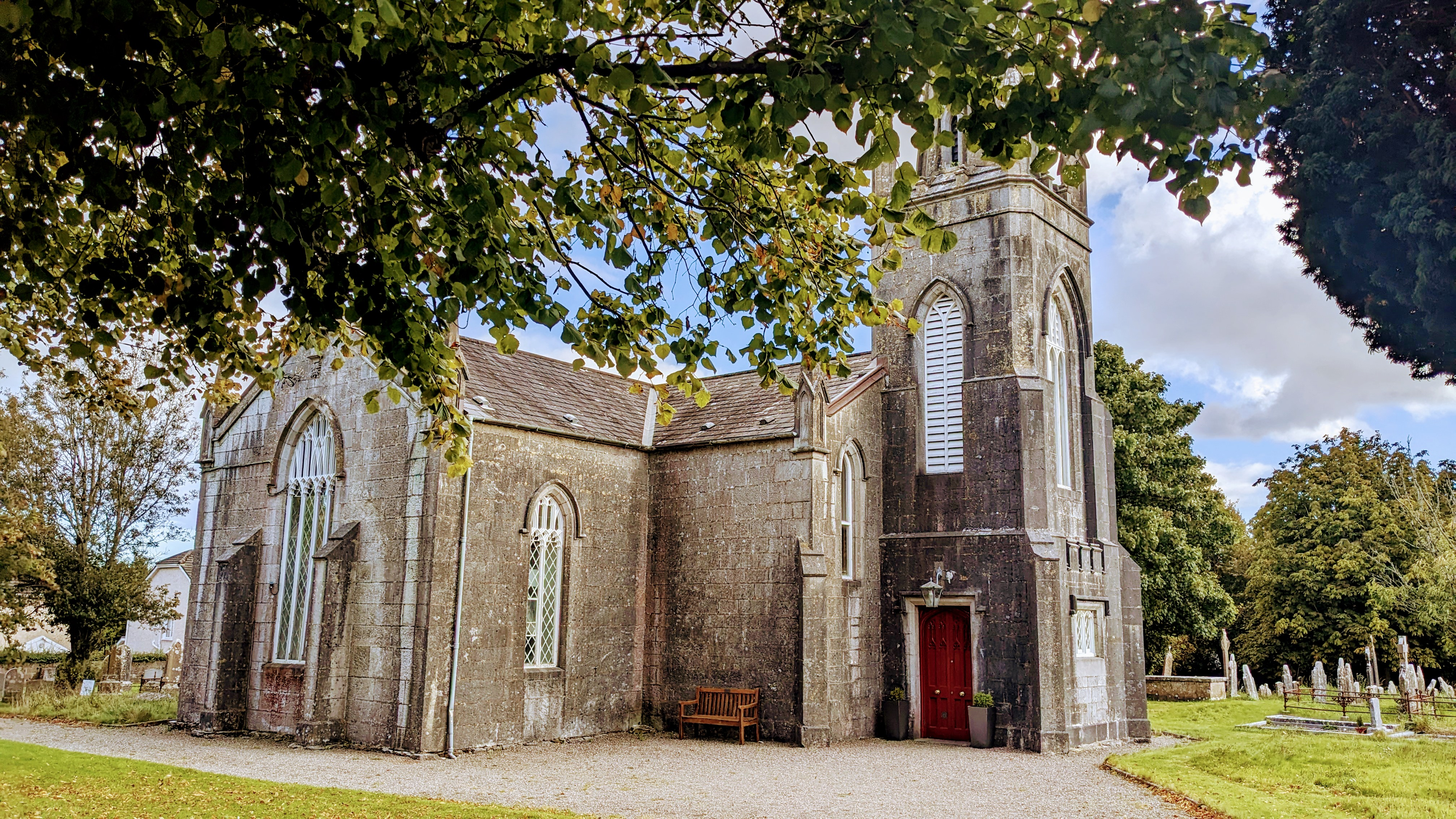
L'église Sainte-Marie de l'Église d'Irlande.
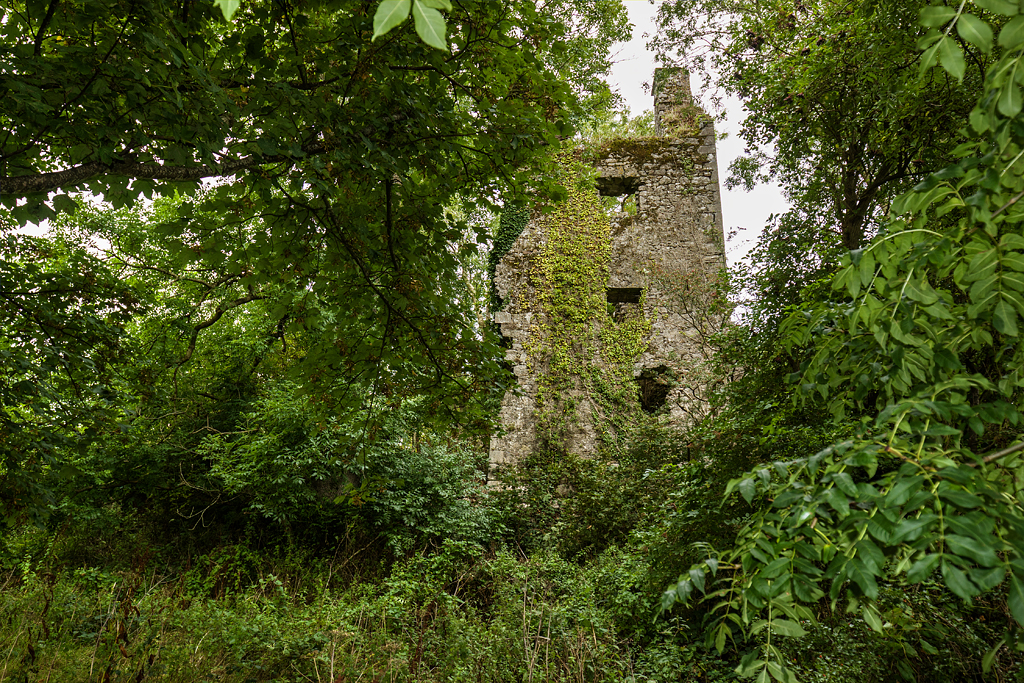
Site de Carrigaline des châteaux de Munster.
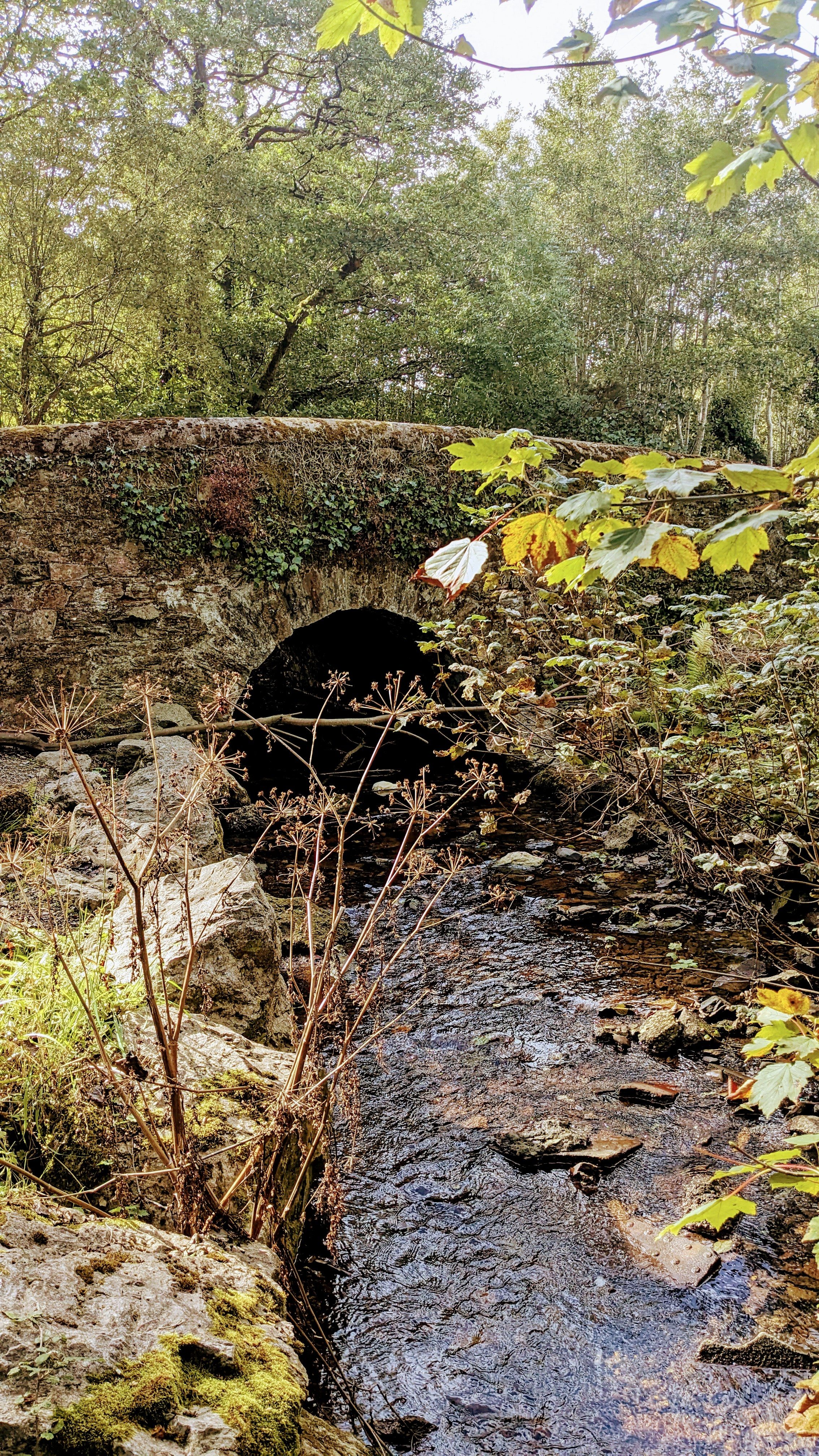
The Dandy Bridge sur la rivière Owenabue.

### Article lié
- Liste des villes de la république d'Irlande